# Перехоплення літака рейсу 4978 Ryanair
Рейс 4978 авіакомпанії Ryanair — міжнародний регулярний пасажирський рейс з міжнародного аеропорту Афін (Греція) до аеропорту Вільнюса (Литва) 23 травня 2021 року. Перебуваючи в повітряному просторі Білорусі літак був перенаправлений білоруським урядом під неправдивим приводом загрози вибуху для посадки в Мінську, де владою були заарештовані двоє пасажирів, опозиційний активіст та журналіст Роман Протасевич та його дівчина Софія Сапега. Рейс супроводжувався білоруським винищувачем до Мінська під приводом загрози вибуху за вказівкою президента Білорусі Олександра Лукашенка. Літаку дозволили вилетіти через сім годин, і він прибув до Вільнюса на вісім з половиною годин пізніше запланованого часу.
Інцидент був широко засуджений органами цивільної авіації та урядами кількох країн. Спочатку деякі європейські держави і авіакомпанії відповіли новими обмеженнями на польоти через Білорусь і з неї; наступного дня після інциденту Європейський Союз ввів нові санкції, включаючи закриття повітряного простору Білорусі та авіаліній з Білорусі до ЄС.

## Перебіг подій

### Перехоплення

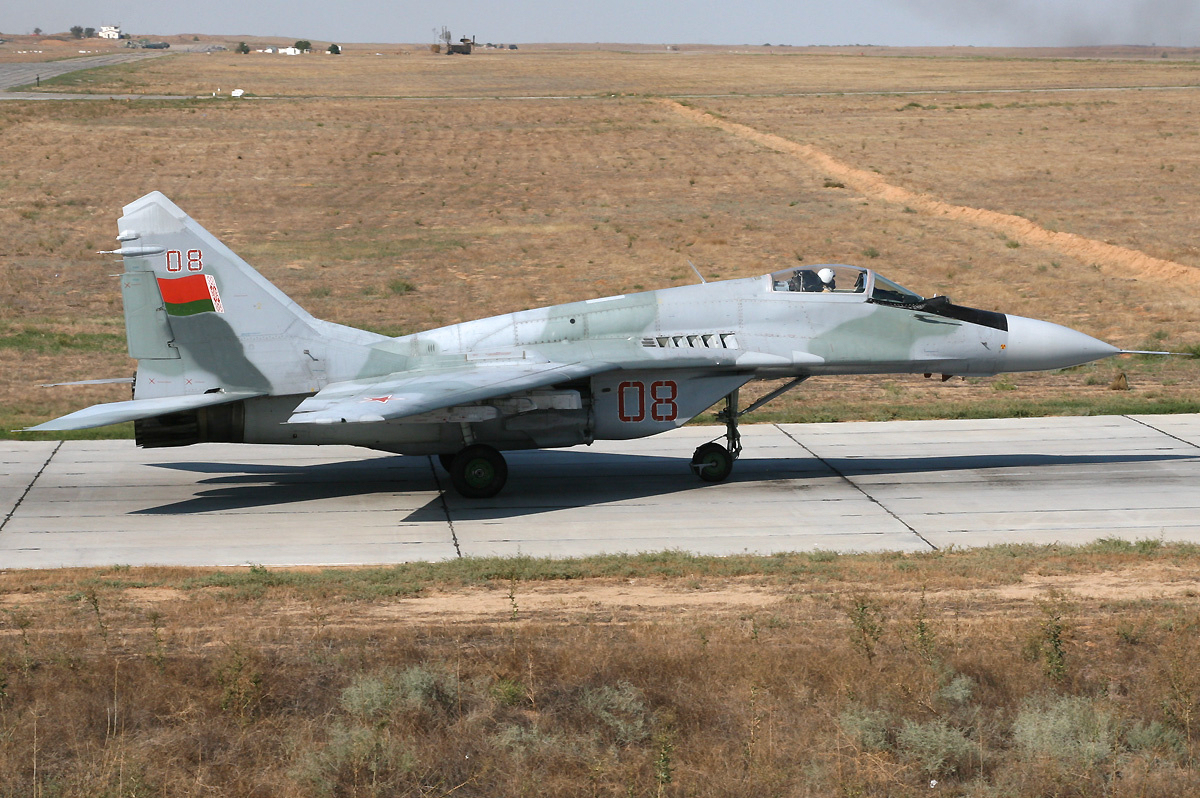
Білоруський МіГ-29, аналогічний тому, який використовувався для перехоплення літака, 2011

23 травня 2021 року, рейс 4978 авіакомпанії Ryanair (Афіни-Вільнюс), на борту якого перебувало 6 членів екіпажу та 126 пасажирів, був перенаправлений до аеропорту Мінська після отримання повідомлення про вибухівку на борту від наземних служб. Літак на той момент перебував у повітряному просторі Білорусі за 83 км на південь від Вільнюса та 170 км на захід від Мінська. За повідомленням авіакомпанії, її пілоти були проінформовані владою Білорусі про «потенційну загрозу безпеці на борту» і отримали вказівку приземлитися в Мінську. Літак увійшов в повітряний простір Білорусі о 12:30, і відразу ж після цього авіадиспетчер передав інформацію про «загрозу вибуху». О 12:33 авіадиспетчер згадав про електронний лист від терористів, відправлений до мінського аеропорту.
Рейс був перехоплений при виході з повітряного простору Білорусі за вказівками Олександра Лукашенка, який за повідомленням його пресслужби, особисто наказав перенаправити рейс до Мінська і направив для його супроводу винищувач МіГ-29 білоруських ВПС для повернення в Білорусь. Білоруське телеграфне агентство повідомило, що пілоти попросили приземлитися в Мінську. І Ryanair, і силовики Білорусі заявили, що на борту не було виявлено жодних бомб.

### Затримання Протасевича
У Мінську білоруського опозиціонера Протасевича було знято з рейса й заарештовано на підставі розшуку за звинуваченням в «терористичній» діяльності. Його дівчину, Софію Сапегу, також було заарештовано. Жодних пояснень з приводу її арешту влада не надала. Факт затримання Сапеги, громадянки Росії, студентки Європейського гуманітарного університету у Вільнюсі, було підтверджено університетом.
Лідерка білоруської опозиції Тихановська закликала Міжнародну організацію цивільної авіації (ІКАО) провести розслідування інциденту. 2020 року Білорусь включила Протасевича до списку «осіб, причетних до терористичної діяльності» за участь в антиурядових протестах. Тихановська заявила, що Протасевичу загрожує смертна кара в Білорусі. За словами деяких пасажирів, Протасевич попросив у бортпровідників притулку, але отримав відмову через наявні юридичні угоди Ryanair. Виходячи з літака, Протасевич промовив іншому пасажирові, що «мене тут чекає смертна кара». Інше джерело стверджує, що Протасевичу загрожує 15 років позбавлення волі. 30 травня видання Nexta заявило, що 12-14 травня Тихановська також перебувала в Афінах, а операція з захоплення літака могла мати на меті затримання саме Світлани, а не Протасевича.
За словами джерел, близьких до Тихановської, Протасевич помітив, що за ним ведеться спостереження в аеропорту Афін. У своїх повідомленнях він заявив, що чоловік поруч з ним на черзі і на КПП намагався сфотографувати його проїзні документи. Крім того, Тадеуш Ґічан, член телеграм-каналу NEXTA, яким раніше керував Протасевич, заявив, що на борту літака перебували працівники білоруського КДБ, які «ініціювали бійку з екіпажем Ryanair», наполягаючи на тому, що на борту літака перебував саморобний вибуховий пристрій. Прессекретарка державного підприємства «Аеропорти Литви» Ліна Бейсіне повідомила інформагентству AFP інформацію аеропорту Мінська про те, що рейс здійснив посадку «через конфлікт між членом екіпажу і пасажирами».
Літаку дозволили вилетіти після семи годин перебування на землі в Мінську, він прибув до Вільнюса з запізненням на 8,5 годин. Пасажири відзначили, що їм довелося чекати 2,5 години без води, перерви до туалету і телефонних дзвінків, в той час як від 50 до 60 білоруських співробітників служби безпеки в мінському аеропорту проводили перевірки, в тому числі перевірку літака на наявність вибухівки.
Крім Протасевича і Сапеги в Мінську висадилися ще троє пасажирів, в тому числі двох громадян Білорусі та одного громадянина Греції. Після припущень про те, що пасажири були співробітниками білоруського КДБ, білоруське державне телебачення показало відео, на якому троє осіб заявили, що вирішили залишитися в Мінську, в тому числі грек, який заявив, що по дорозі до Вільнюса мав намір прибути до Мінська відвідати свою дружину. Офіційний представник уряду Греції повідомив, що розслідування не виявило зв'язку між громадянином Греції й інцидентом.
Протасевича було поміщено до СІЗО-1 Мінська, де він давав свідчення. 24 травня мати Протасевича заявила, що Роман опинився у лікарні в тяжкому стані. Білоруські міліціянти заявили, що з ним все гаразд і він у СІЗО.
25 червня 2021 року, журналіста Романа Протасевича і його подругу, росіянку Софію Сапегу перевели під домашній арешт, про це BBC повідомив батько Протасевича.
3 травня 2023 року, Романа Протасевича засуджено до 8 років колонії. 22 травня 2023 року його було помилувано. Раніше повідомлялося, що після затримання Протасевича через деякий час було переведено під домашній арешт та він почав співпрацювати зі слідством і підтримувати Олександра Лукашенка.
6 травня 2022 року, Гродненський обласний суд засудив Сапегу до 6 років колонії загального режиму. 7 червня 2023 року, згідно указу Олександра Лукашенка про помилування Софії Сапеги, її випустили з виправної колонії № 4 в м. Гомелі та передали делегації Приморського краю РФ.

## Наслідки

### Позиція білоруського уряду
Після інциденту Міністерство транспорту Білорусі оголосило про створення комісії з розслідування вимушеної посадки, заявивши, що повідомить ІКАО та ІАТА про хід розслідування і незабаром після цього опублікує звіт
24 травня 2021 року, директор департаменту авіації Мінтрансу Білорусі Артем Сікорський зачитав електронний лист, відправлений до аеропорту Мінська 23 травня. Це послання, підписане «солдатами ХАМАСу», містило вимоги до Ізраїлю «припинити вогонь в секторі Газа» (див. Ізраїльсько-палестинська криза (2021) і до Європейського Союзу — припинити підтримку Ізраїлю. Якщо вимоги не будуть виконані, літак Ryanair буде підірвано над Вільнюсом. Канцлерка Німеччини Ангела Меркель назвала білоруське пояснення «абсолютно неправдоподібним». ХАМАС заперечував, що він якимось чином пов'язаний з цим інцидентом, водночас скритикувавши білоруський уряд за «архаїчне мислення» у світі, який «більше не сприймає такі методи». Згідно з Newlines Magazine в електронному листі, опублікованому білоруською владою, є часова відмітка 12:57, тобто лист надійшов через 24 хвилини після того, як білоруські авіадиспетчери повідомили рейс Ryanair про його отримання.
25 травня 2021 року, Білоруське управління авіації опублікувало розшифровку радіопереговорів між диспетчерами і пілотами рейсу FR4978. Відповідно до цієї розшифровки, білоруський авіадиспетчер спочатку повідомив пілотам, що вони «мають інформацію від спецслужб» про бомбу на борту, пізніше заявили, що «служба безпеки аеропорту проінформувала про отримання ними електронного листа». Коли пілот запитав, хто отримав листа — Вільнюс чи Афіни, оператор відповів що попередження про мінування було отримано «декількома аеропортами». А коли пілот запитав, з чиєї рекомендації він повинен приземлитися в Мінську, оператор повідомив йому, що це були «наші рекомендації». Станом на 25 травня ця розшифровка не була підтверджена незалежними сторонами.
26 травня 2021 року, Лукашенко виступив з першою заявою про інцидент в білоруському парламенті. Він сказав, що діяв «законно», і заявив, що «недоброзичливці ззовні і зсередини країни змінили методи нападу на державу», назвавши це «гібридною війною». Він також звинуватив Протасевича в плануванні «кривавого повстання», не розкриваючи подробиць. Лукашенко також заявив, що загроза вибуху надійшла зі Швейцарії, однак швейцарський уряд заявив, що йому нічого не відомо про загрозу вибуху рейсу.
28 травня 2021 року, Міністерство закордонних справ Білорусі вислало з країни двох литовських дипломатів у відповідь на дії зовнішньополітичного відомства Литви

### Санкції
Литовський уряд заборонив всім рейсам в Литву і з Литви здійснювати переліт через повітряний простір Білорусі з 03:00 25 травня. Міністр транспорту Великої Британії Грант Шеппс доручив Управлінню цивільної авіації вимагати, щоб британські авіакомпанії уникали повітряного простору Білорусі. Шеппс також призупинив дозвіл державної авіакомпанії «Белавія» на польоти в повітряному просторі Великої Британії. До інциденту «Белавія» виконувала рейси до аеропорту Гатвік. Президент України Володимир Зеленський доручив уряду припинити авіасполучення з Білоруссю. МЗС України підготувало санкційний пакет, який передано до розгляду в РНБО.
24 та 25 травня 2021 року в Брюсселі відбулася надзвичайне засідання Європейської Ради. Президент Литви Ґітанас Науседа закликав ЄС ввести економічні санкції щодо Білорусі. Вісім країн закликали заборонити польоти над Білоруссю і до Білорусі. Ще однією пропозицією було заборонити в'їзд наземного транспорту в ЄС з Білорусі. На зустрічі було вирішено заборонити авіакомпаніям, що розміщені в ЄС пролітати через повітряний простір Білорусі, заборонити білоруським авіаперевізникам польоти в повітряному просторі ЄС і ввести новий ряд санкцій. Станом кінець травня свій повітряний простір для білоруських авіакомпаній закрили 10 країн.

### Розслідування
23 травня 2021 року, прокуратура Литви почала досудове розслідування за статтями «Угон повітряного судна» і «Поводження з особами, заборонене міжнародним правом» Кримінального кодексу. Оскільки літак зареєстрований в Польщі і підпадає під дію польського законодавства, 24 травня 2021 року Генеральний прокурор Республіки Польща розпорядився почати розслідування у цій справі.

### Свідчення білоруського диспетчера
Колишній білоруський авіадиспетчер Олег Галегов, який наказував посадити літак та працював тоді на Мінському летовищі Олег — етнічний грузин (жив і працював у Білорусі) влітку 2021 року втік за кордон і деякий час не виходив на зв'язок. Згодом стало відомо, що під час міграційної кризи він втік до Польщі, де дав свідчення, розкривши деталі умисного перехоплення літака спецслужбами Білорусі.
За даними Галегова, у диспетчерській вежі знаходився офіцер КДБ Білорусі, який керував диспетчерами. Задачею Галетова було повідомити пілотів, що в літаку закладено вибухівку та наказати посадити літак.

## Реакція

### Національна
- Литва Президент Ґітанас Науседа звинуватив білоруську владу в проведенні «огидної акції»[62][63]. Також він закликав союзників по НАТО і ЄС відреагувати на загрозу, яку представляє для цивільної авіації режим Лукашенка[64]. Прем'єр-міністр Литви Інґріда Шимоніте повідомила про початок досудового розслідування за фактом насильницького зникнення і викрадення літака[65].
- Греція Прем'єр-міністр Кіріакос Міцотакіс, з країни якого вилетів рейс Ryanair, назвав вимушену посадку літака «шокуючим актом» і заявив про необхідність посилення політичного тиску на Білорусь[66]. Міністр закордонних справ Греції Нікос Дендіас охарактеризував цю подію як «державне викрадення»[2].
- Австрія МЗС Австрії закликало до розслідування інциденту, а також негайного звільнення затриманого активіста[67].
- Латвія Міністр МЗС Едгар Рінкевичс назвав інцидент «таким, що суперечить міжнародному праву» і сказав, що реакція повинна бути «рішучою і ефективною»[62]. 24 травня Латвія вислала білоруських дипломатів у відповідь на вигнання Білоруссю латвійських[68][69].
- Польща Прем'єр-міністр Польщі Матеуш Моравецький назвав інцидент «безпрецедентним актом державного тероризму, який не може залишитися безкарним»[62][70].
- Німеччина МЗС Німеччини висловило протест послу Білорусі[71]
- Франція Міністр МЗС Франції Жан-Ів Ле Дріан заявив про необхідність єдиної європейської позиції щодо інциденту із затриманням літака[72].
- Ірландія Прем'єр-міністр (тишех) Міхал Мартін назвав інцидент «актом примусу, спонсорованого державою» і «піратством в небі»[73].
- Італія Міністр закордонних справ Італії Луїджі Ді Майо назвав цей крок «неприйнятним» та «державним захопленням». Він сказав, що очікує, що глава зовнішньополітичного відомства ЄС Жозеп Боррель обговорить це питання з генеральним секретарем НАТО Єнсом Столтенбергом: «Цілком очевидно, що це не тільки європейське питання, а й питання альянсу цінностей, який ми поділяємо з багатьма нашими союзниками, у тому числі зарубіжними»[74].
- Швеція Прем'єр-міністр Швеції Стефан Левен заявив на пресконференції, що «дії, вжиті Білоруссю, абсолютно неприйнятні і будуть зустрінуті подальшими санкціями». У тому ж виступі він також закликав до «негайного звільнення журналіста Романа Протасевича і його дівчини Софії Сапеги»[75].
- Норвегія Міністр закордонних справ Норвегії висловив протест в зв'язку з тим, що білоруська влада змусила літак здійснити посадку[76].
- Велика Британія Глава МЗС Британії Домінік Рааб заявив, що інцидент є «шокуючим нападом на цивільну авіацію»[77] і пригрозив Лукашенку наслідками через інцидент[72]. Голова комітету зовнішньої політики Великої Британії Том Туґендгат сказав, що якщо це не воєнний акт, то тоді це схоже на воєнний акт[50].
- Австралія Міністр закордонних справ Австралії Меріс Пейн засудила «примусове військове перехоплення» цивільного літака і закликала до «негайного звільнення» заарештованого білоруського опозиціонера[78].
- Канада Міністр МЗС Марк Гарно заявив, що цей інцидент є «серйозним втручанням в діяльність цивільної авіації і явним посяганням на свободу ЗМІ»[79]. Прем'єр-міністр Канади Джастін Трюдо заявив: «Поведінка білоруського режиму обурлива, незаконна і абсолютно неприйнятна… ми також засуджуємо подібне небезпечне втручання в діяльність цивільної авіації. Канада вже ввела санкції проти Білорусі та буде розглядати подальші варіанти.[80]»
- США Президент Джо Байден охарактеризував примусову диверсію як «пряме порушення міжнародних норм». Він назвав інцидент і наступне відео з Протасевичем «ганебним нападом як на політичне інакомислення, так і на свободу преси» і закликав звільнити його[81]. Держсекретар США Ентоні Блінкен засудив посадку рейсу як «зухвалий і шокуючий акт» і зажадав проведення міжнародного розслідування[82]. На борту знаходилися американські громадяни[83]. Прессекретар Білого дому Джен Псакі заявила, що поки що вводити санкції проти Білорусі не планують[84]. Міністр транспорту Піт Буттіджедж оголосив, що адміністрація Байдена і Федеральне авіаційне управління оцінюють, чи безпечно для авіакомпаній під американським прапором продовжувати польоти в повітряному просторі Білорусі[85]. 20 січня 2022 року, Міністерство юстиції США висунуло звинувачення проти чотирьох громадян Білорусі у справі про примусову посадку літака Ryanair із журналістом Романом Протасевичем на борту. У Мін'юсті дійшли висновку, що офіційні особи Білорусі сфабрикували дані про загрозу, щоб змусити літак змінити маршрут і замість Вільнюса приземлитися у Мінську. Голові Білаеронавігації Леоніду Чуро, його заступнику Олегу Казючицю та ще двом співробітникам спецслужб Білорусі висунули звинувачення у "повітряному піратстві". Усі четверо перебувають на території Білорусі[86][87].
- Росія Міністр закордонних справ Сергій Лавров сказав, що те, як Білорусь відреагувала на інцидент, було «абсолютно розумним підходом». Депутат Держдуми Леонід Калашников, що очолює комітет Держдуми зі справ пострадянського простору, сказав, що Білорусь має право обирати «ті методи, які вона вважає доцільними і необхідними» для боротьби з загрозами своєї національної безпеки[88]. Представниця МЗС Росії Марія Захарова порівняла інцидент з посадкою літака президента Болівії Ево Моралеса в Австрії 2013 року під час розшуку викривача АНБ Едварда Сноудена після того, як інші європейські країни відмовили йому в дозволі на дозаправку або використання свого повітряного простору[89].
- Україна Президент Зеленський дав вказівку уряду зупинити пряме авіасполучення між Україною та Білоруссю і закрити повітряний простір Білорусі для транзиту українських літаків[90]. 3 червня ВРУ засудила захоплення літака й закликала звільнити Протасевича[91]
- Нідерланди в.о. прем'єр-міністра Марк Рютте засудив «неприйнятний і безпрецедентний» напад[92].
- Бельгія Прем'єр-міністр Александер Де Кроо виступив за санкції, «включаючи заборону „Белавії“ приземлятися в аеропортах ЄС» і заявив, що «Роман Протасевич повинен бути негайно звільнений»[93].
- Японія: 10 червня країна опублікувала рекомендації не літати над Білоруссю і закрила власний повітряний простір для білоруських літаків[94].

### Міжнародні організації
- ІКАО висловила стурбованість «очевидною вимушеною посадкою» рейсу, вказавши, що інцидент може бути порушенням Конвенції про міжнародну цивільну авіацію[95] і це може суперечити Чиказькій конвенції, яка встановлює основні принципи роботи міжнародної авіації. В ICAO додали, що початок розслідування щодо випадків блокади повітряного транспорту має бути погоджено на дипломатичному рівні[72]. Розслідування може призвести до виключення Білорусі з організації[96].
- НАТО Генсек НАТО Єнс Столтенберг написав, що це «серйозний і небезпечний інцидент, який вимагає міжнародного розслідування»[82].
- Європейський Союз Президент Єврокомісії Урсула фон дер Ляєн назвала інцидент абсолютно неприйнятним, заявивши, що «будь-яке порушення правил міжнародного повітряного транспорту повинно мати наслідки»[67][97]. Президент Європейської ради Шарль Мішель закликав владу Білорусі негайно відпустити літак і всіх пасажирів. За його словами, з приводу цього інциденту необхідне розслідування ICAO[67]. 4 червня білоруським літакам було заборонено посадку в аеропортах ЄС[98].
- ООН виступила за розслідування інциденту[99][100].
- ІКАО завершила складення звіту про розслідування вимушеної посадки в Білорусі рейсу авіакомпанії Ryanair для арешту блогера-дисидента. 17 січня 2022 року ICAO повідомила, що доповідь стала доступною для всіх 193 членів, включно з 36 державами, які зараз входять до ради організації[101].

### Правова оцінка
При перельоті над територіями інших держав повітряне судно зберігає юрисдикцію країни реєстрації. Втручання в політ є дипломатичним інцидентом з країною реєстрації. В даному випадку літак належав польському відділенню Ryanair і був зареєстрований в Польщі.
Свободи повітряного простору передбачають право перетину повітряного простору третіх країн без посадки, що є необхідною умовою міжнародного повітряного сполучення. Дії влади Білорусі порушили цей принцип.
Український юрист з міжнародного повітряного права Андрій Гук припустив, що перехоплення військовим літаком і перенаправлення літака в більш віддалений аеропорт могли поставити під загрозу безпеку екіпажу і пасажирів. Він також зазначив, що Додаток 2 до Чиказької конвенції розглядає перехоплення цивільних літаків військовими літаками як крайній захід, але білоруський військовий літак одразу ж злетів після отримання повідомлення про загрозу вибуху. Доцент російської Вищої школи економіки Гліб Богуш припустив, що інцидент міг поставити під загрозу екіпаж і пасажирів і що для правової оцінки ситуації треба користуватися Чиказькою конвенцією та Монреальською конвенцією 1971 року. Він також назвав ситуацію «дуже небезпечним прецедентом».

### Авіакомпанії
Генеральний директор Ryanair Майкл О'Лірі заявив, що ця подія була «викраденням літака, спонсорованим державою» і що Ryanair вважає, що «в аеропорту також висадилися кілька агентів білоруського КДБ». Також О'Лірі назвав неправдивою і неточною розшифровку переговорів пілота з диспетчером аеропорту в Мінську, яку опублікувала Білорусь. Зареєстрована на Кіпрі Avia Solutions Group оголосила, що її авіакомпанії більше не будуть використовувати повітряний простір Білорусі.
24 травня 2021 року, угорська авіакомпанія Wizz Air змінила маршрут рейсу з Києва до Таллінна, щоб не потрапити у повітряний простір Білорусі. Латвійська авіакомпанія AirBaltic оголосила 24 травня про припинення польотів у повітряному просторі Білорусі, поки ситуація не проясниться.
Голландська авіакомпанія KLM заявила про тимчасову зупинку рейсів до Білорусі. Авіакомпанія Scandinavian Airlines (SAS) оголосила, що відповідно до інструкцій Шведського транспортного агентства, рейс між Осло і Києвом, що виконується двічі на тиждень, буде перенаправлений в обхід повітряного простору Білорусі. Німецька Lufthansa оголосила про припинення польотів над Білоруссю до подальших роз'яснень.
Сінгапурська авіакомпанія Singapore Airlines (SIA) з 25 травня також почала перенаправляти рейси до Європи, в обхід білоруського повітряного простору, посилаючись на міркування безпеки.

### Інше
Голова 1-го округу Бухаресту Клотільда Арманд, слідуючи заклику історика Андрея Ойштяну розпочала підготовку до перейменування вулиці, на якій знаходиться посольство Білорусі в Румунії, на вулицю Романа Протасевича, посилаючись на те, що наслідком цього жесту підтримки затриманого журналіста стане те, що «вся кореспонденція в посольство і з нього буде носити ім'я журналіста-дисидента, а у всіх білоруських дипломатів на візитних картках буде надруковано „Роман Протасевич“». Ініціатива привела до написання листа вісьмох членів Європейського парламенту з пропозицією всім країнам-членам ЄС наслідувати їхній приклад і перейменувати свої вулиці, на яких розташовані білоруські дипломатичні представництва у всьому ЄС, на підтримку Протасевича, щоб послати «сильний сигнал білоруському режиму». Міжнародна федерація асоціацій пілотів авіаліній і Європейська асоціація пілотів випустили спільну заяву, в якій назвали цю подію «безпрецедентним актом незаконного втручання» і «викраденням, спонсороване державою». Вони закликали до проведення незалежного розслідування цієї події.

### Фальсифікація листа
Офіційні урядові засоби масової інформації Білорусі, контрольовані Лукашенком, заявили, що отримали лист-погрозу з організації Хамас про мінування літака. Подальше розслідування показало, що лист було надіслано через провайдера зашифрованої пошти ProtonMail за 24 хвилини після того, як почалося перехоплення літака, а Хамас пізніше заявив про свою непричетність до інциденту.

### Версії
Російський авіаційний експерт Вадим Лукашевич зазначив, що курс польоту FR4978 над Білоруссю 23 травня став незвичним ще до розвороту. На підставі початкових даних інтернет-проєкту Flightradar24 він стверджував, що літак не починав знижуватися над Білоруссю, хоча зазвичай він готувався для приземлення у Вільнюсі. Одна з можливостей такого незвичного маршруту може полягати в тому, що пілоти літака намагалися зберегти початковий напрямок, щоб якомога швидше потрапити у повітряний простір Литви, але були змушені змінити напрямок на Мінськ після появи білоруського винищувача.

## Тип літака
Літак, що обслуговував рейс 4978 — чотирирічний Боїнг 737—800, був зареєстрований в Польщі, реєстраційний номер SP-RSM. Він був взятий в експлуатацію Ryanair в травні 2017 року під реєстраційним номером EI-FZX в Ірландії, а в листопаді 2019 року був переданий Ryanair Sun і зареєстрований у Польщі під номером SP-RSM.